# Louvigny (Pirenéus Atlânticos)
Louvigny é uma comuna francesa na região administrativa da Nova Aquitânia, no departamento dos Pirenéus Atlânticos. Estende-se por uma área de 6,85 km². Em 2010 a comuna tinha 141 habitantes (densidade: 20,6 hab./km²).